# Rosa filipes
Rosa filipes es una especie de planta del género Rosa, de la familia Rosaceae.

## Taxonomía
Rosa filipes fue descrita por Rehder y E. H. Wilson en 1915.

## Distribución
Se encuentra en el territorio centro-norte y centro-sur de China, y en el Tíbet.